# Blomsterkaprifol
Blomsterkaprifol (Lonicera ×heckrottii) är en hybrid i familjen kaprifolväxter mellan vintergrön kaprifol (L. sempervirens) och rosenkaprifol L. × italica). Växten odlas som trädgårdsväxt. Bären är giftiga och ger kräkningar, ansiktsrodnad, överdriven törst och vidgade pupiller.